# Begonia yunckeri
Espèce
Begonia yunckeri est une espèce de plantes de la famille des Begoniaceae.
Elle a été décrite en 1938 par Paul Carpenter Standley (1884-1963).

## Répartition géographique
Cette espèce est originaire des pays suivants : El Salvador ; Honduras ; Nicaragua.